# Смородина, Марина
Марина Смородина (род. 7 апреля 1966) — советская и российская гребчиха. Мастер спорта СССР международного класса.
Тренировалась под руководством Олег Меньшуткина. Вице-чемпионка юношеского первенства мира 1984 года в Швеции.
Участница Олимпийских игр 1988 года в Сеуле (5 место в двойке). Выступала на чемпионате мира 1989 года в Югославии (четвёрка).
После распада СССР представляла Российскую Федерацию. Являлась участницей трёх чемпионатов мира (1994, 1997, 1998). Выступала на Кубке мира 1998 года. Чемпионка России 1998 и 2000 годов.
Проживала в Пикалёво.